# Argentinas Davis Cup-lag
Argentinas Davis Cup-lag (spanska: Equipo de Copa Davis de Argentina) representerar Argentina i tennisturneringen Davis Cup och kontrolleras av Argentinas tennisförbund. 
Argentina deltog i turneringen första gången 1921, och van turneringen första gången 2016. Dessutom förlorade man finalerna åren 1981, 2006, 2008 och 2011.

## Nuvarande lag
- Juan Martín del Potro (ATP #38)
- Federico Delbonis (ATP #41)
- Guido Pella (ATP #59)
- Leonardo Mayer (ATP #138)

### Fotnoter
1. ↑  ”Historisk Davis Cup-titel för Argentina”. SVT Sport. 27 november 2016. http://www.svt.se/sport/tennis/davis-cup-final/. Läst 27 november 2016.